# روبرت غراي (رامي القرص)
روبرت غراي هو رامي القرص كندي، ولد في 5 أكتوبر 1956 في Downsview ‏ في كندا.

## وصلات خارجية
- روبرت غراي على موقع الاتحاد الدولي لألعاب القوى (الإنجليزية)
- روبرت غراي على موقع اللجنة الأولمبية الدولية (الإنجليزية)
- روبرت غراي على موقع أوليمبيديا (الإنجليزية)
- روبرت غراي على موقع اللجنة الأولمبية الكندية (الإنجليزية)
- روبرت غراي على موقع اتحاد ألعاب الكومنولث (مؤرشف) (الإنجليزية)